# محمد أبو وندي
محمد شبيب أبو وندي سياسي ودبلوماسي أردني، يشغل مدير عام إدارة آسيا وأوقيانوسيا في الخارجية الأردنية منذ 21 أغسطس 2022.

## حياته
عمل مديرًا لتنسيق المفاوضات في وزارة الخارجية وشؤون المغتربين الأردنية.
عُين في يوليو 2018 رئيسًا للبعثة الدبلوماسية الأردنية لدى دولة فلسطين، وفي 18 أكتوبر 2018 تقبل الرئيس الفلسطيني محمود عباس أوراق اعتماده. في 9 أغسطس 2022، قلده الرئيس الفلسطيني محمود عباس نجمة القدس من وسام القدس لانتهاء مهامه لدى دولة فلسطين.